# 소피야 루디예바
소피야 루디예바(러시아어: София Рудьева, Sofia Rudieva, 1990년 2월 15일 ~ )는 러시아의 모델, 미인 대회 우승자이다. 2009년 미스 러시아 우승자이며 미스 유니버스 2009]]에서 러시아 대표로 참가했다.